# Thuần chay
Thuần chay là một triết lý cho rằng con người không nên sử dụng động vật. Có những người ăn chay người chọn không ăn thịt động vật, và người ăn chay không sử dụng động vật dưới bất kỳ hình thức nào.
Thuật ngữ "Vegan" được Donald Watson (sáng lập viên của The Vegan Society) tạo ra vào năm 1944, là sự kết hợp của yếu tố đầu và cuối của từ "Vegetarian" trong tiếng Anh, với mục đích nhấn mạnh vào sự quyết tâm trong phương thức tiêu thụ hợp lý và giàu tình thương nhất.
Những người ăn chay tránh thực phẩm có nguồn gốc từ động vật, bao gồm thịt, trứng và các sản phẩm từ sữa (như sữa, pho mát và sữa chua). Một chế độ thuần chay đôi khi được gọi là một chế độ ăn chay nghiêm ngặt. Ngoài ra một số người ăn chay không ăn mật ong. Nhiều người ăn chay cố gắng không sử dụng bất kỳ sản phẩm động vật khác, chẳng hạn như da, len, lông, xương, hoặc ngọc trai. Họ chạy thử để tránh các sản phẩm được thử nghiệm trên động vật. Họ có thể tin tưởng vào quyền động vật, và có thể tham gia chiến dịch vận động cho quyền này.
Những người ăn chay ăn trái cây, rau, đậu, ngũ cốc, các loại hạt, và những thứ làm từ chúng như kẹo thuần chay, pho mát thuần chay và bánh chay.